# Alsen (Zementhersteller)

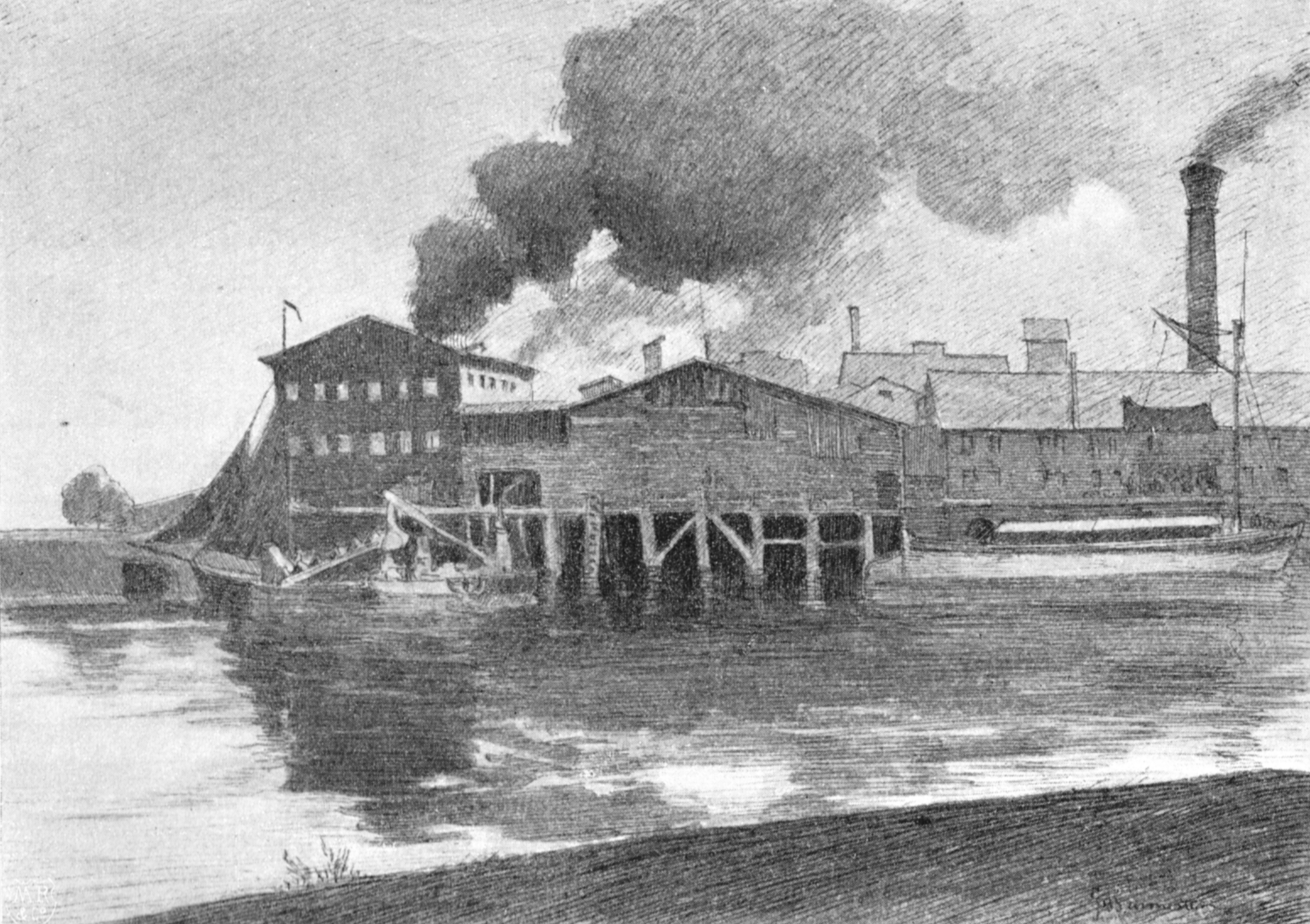
Die ehemalige Itzehoer Zementfabrik Alsen um 1895

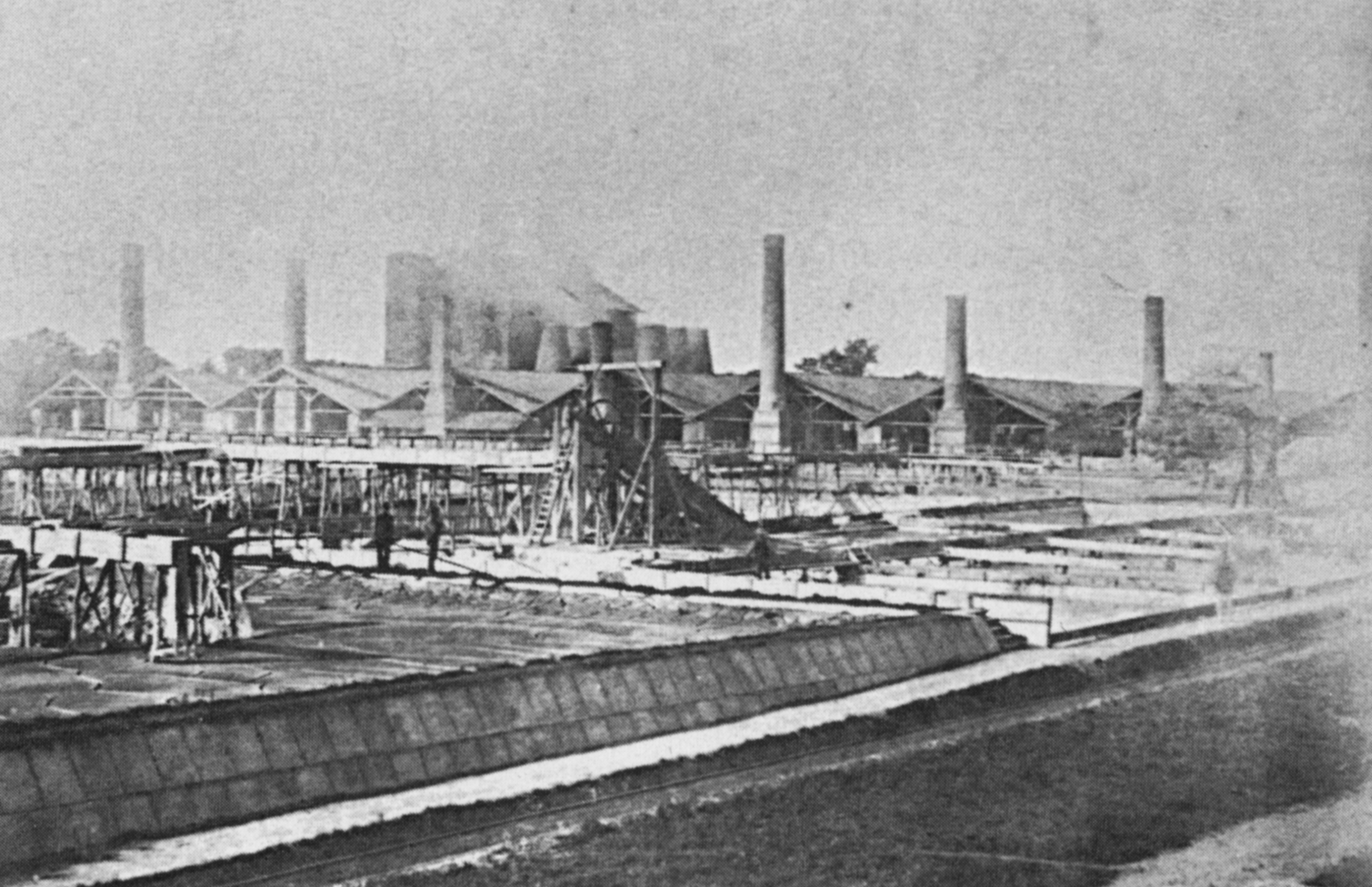
Die ehemalige Zementfabrik in Uetersen um 1900

Das Unternehmen Alsen war ein Unternehmen zur Herstellung von Zement mit Stammsitz in Itzehoe. Nach Übernahmen, Fusionen und Namenwechseln firmiert das Unternehmen seit 2003 als „Holcim (Deutschland) AG“ erstmals ohne den Namensbestandteil „Alsen“.

## Unternehmen
Gegründet wurde das Unternehmen Ende 1863 von Gustav Alsen. Nach der Übernahme von Konkurrenten und deren Werken in Lägerdorf, Uetersen und Hemmoor fusionierte die „Alsen’sche Portland-Cement-Fabriken KG“ 1972 mit der „Breitenburger Portland-Cement-Fabrik AG“ zur „Alsen-Breitenburg Zement- und Kalkwerke GmbH“, die dann 1997 mit der „Nordcement AG“ zur „Alsen AG“ fusionierte, welche sich 2003 schließlich in „Holcim (Deutschland) AG“ umbenannte.
Das Itzehoer Stammwerk von Alsen wurde bereits 1982 stillgelegt. Ein Großteil der ehemaligen Fabrikgebäude wurden später abgebrochen. Zu den Überresten gehören die Gebäude des heutigen Planet Alsen.

## Bahnstrecke Itzehoe–Lägerdorf
In Lägerdorf betreibt Holcim ein Zementwerk. Dieses wurde mit der am 19. November 1951 eröffneten 7,7 km langen Güterzugstrecke Itzehoe–Lägerdorf in Itzehoe an die Marschbahn angeschlossen. Diese Strecke zweigt am ehemaligen Bahnhof Alsen (heute Awanst.) von der Marschbahn ab und führt über den Güterbahnhof Lägerdorf direkt in den Werkbahnhof von Holcim. Von dort führt ein Anschlussgleis zu den Kreidewerken Dammann. Der Baubeginn der Normalspurstrecke war am 11. Mai 1949.
Für den Betrieb wurde eigens die Bahnbetriebsgesellschaft Lägerdorf gegründet. Nach dem Firmenzusammenschluss und die Umbenennung in Holcim erfolgte am 18. Mai 2010 die Verschmelzung der Gesellschaft mit der „Holcim (Deutschland) AG“. Viele Jahre setzte die Gesellschaft auf der Strecke eigene Dampf- und Diesellokomotiven ein, die ab 1992 vom Lokverleih Kai Jensen angemietet wurden.

## Eigentümer / Management
Gustav Alsen wurde am 17. Februar 1836 in Witzwort geboren und studierte an der Polytechnischen Schule Hannover Architektur bei Conrad Wilhelm Hase. Er wurde dort 1854 Mitglied der Landsmannschaft Slesvico-Holsatia, des späteren Corps Slesvico-Holsatia. Nach dem Studium betätigte er sich als Unternehmer und gründete Ende 1862 in Itzehoe die Alsen’sche Portland-Cement-Fabrik. Er verstarb 1868 in Brasilien.
Von 1867 bis 1905 lenkte Heinrich Wessel als kaufmännischer Direktor die Expansion des Unternehmens.

## Bedeutung
Mit der Herstellung von Portlandzement erlebte das Unternehmen einen rasanten Aufstieg. Es lieferte lange Zeit auch nach Übersee, bis dortige Unternehmen ähnlich gute Zementqualität erzielen konnten.
Für Itzehoe und die Region Steinburg stellte das Unternehmen einen großen Wirtschaftsfaktor dar, der das Gebiet infrastrukturell (zum Beispiel Kleinbahnlinie, Drahtseilbahn (siehe unten), Breitenburger Kanal) und wegen des Ton- und Kreideabbaus bis heute auch landschaftlich prägte (siehe etwa Kreidegrube Saturn, Große Tonkuhle, Alsens Tongrube, Tongrube Muldsberg und Rensinger See).
Im Kreismuseum Prinzeßhof in Itzehoe ist ein Raum der Geschichte von Alsen gewidmet, dort steht auch ein Führerhaus eines Schiffes aus dem Breitenburger Kanal.

## Drahtseilbahn
In den Jahren 1907 und 1908 ließ das Unternehmen eine 13 km lange Drahtseilbahn bauen, die täglich ca. 400 t Ton aus Wacken, Agethorst und Nienbüttel zum Alsenwerk in Itzehoe transportierte. Die bis 1977 betriebene Seilbahn war nach Fertigstellung die längste Seilbahn Deutschlands und wurde von dem Unternehmen Adolf Bleichert & Co. erbaut. Die Anlage ist heute größtenteils demontiert.